# Sơn La (thành phố)
Sơn La là thành phố tỉnh lỵ cũ của tỉnh Sơn La, Việt Nam.
Thành phố Sơn La được thành lập theo Nghị định số 98/NĐ-CP ngày 3/9/2008 của Chính phủ nước Cộng hòa Xã hội chủ nghĩa Việt Nam trên cơ sở toàn bộ diện tích và dân số của thị xã Sơn La. Thành phố Sơn La hiện là đô thị loại II.

## Địa lý

### Vị trí địa lý
Thành phố Sơn La nằm ở tọa độ 21°15'B - 21°31'B và 103°45'Đ - 104°0'Đ, cách Hà Nội khoảng 320 km về phía tây bắc, có vị trí địa lý:
- Phía tây và phía bắc giáp huyện Thuận Châu
- Phía đông giáp huyện Mường La
- Phía nam giáp huyện Mai Sơn.

Thành phố Sơn La có diện tích là 323,51 km² và dân số năm 2018 là 128.470 người.
Trên địa bàn thành phố có Quốc lộ 6 đi qua. Ngoài ra còn có dự án Đường cao tốc Hà Nội – Hòa Bình – Sơn La – Điện Biên đi qua rìa phía tây nam thành phố đang được triển khai đầu tư xây dựng.

### Địa hình
Thành phố Sơn La nằm trong vùng karst hóa mạnh, địa hình chia cắt phức tạp, núi đá cao xen lẫn đồi, thung lũng, lòng chảo. Diện tích đất canh tác nhỏ hẹp, thế đất dốc dưới 250 chiếm tỷ lệ thấp. Một số khu vực có các phiêng bãi tương đối bằng phẳng thuận lợi cho sản xuất nông nghiệp, tập trung ở các xã Chiềng Ngần, Chiềng Đen, Chiềng Xôm và phường Chiềng Sinh. Độ cao bình quân từ 700 – 800 m so với mực nước biển.

### Khí hậu
Khí hậu thành phố chịu ảnh hưởng của khí hậu nhiệt đới gió mùa, mùa hè nóng ẩm, mưa nhiều; mùa đông khô lạnh, ít mưa.
Mùa mưa từ tháng 4 đến tháng 9. Lượng mưa tập trung nhiều nhất vào tháng 7, 8, 9. Do địa hình nghiêng dốc, nên vào các tháng này thường có lũ lụt, đất bị rửa trôi mạnh, bạc màu nhanh.
Mùa khô từ tháng 10 đến tháng 3 năm sau cộng với gió Tây khô nóng gây thiếu nước nghiêm trọng, ảnh hưởng lớn đến quá trình phát triển kinh tế đặc biệt sản xuất nông - lâm nghiệp gặp rất nhiều khó khăn.
Nhiệt độ không khí: Trung bình 22 °C. Cao nhất 37 °C. Thấp nhất 2 °C.
Độ ẩm không khí: Trung bình: 81%. Thấp nhất: 25%.
Nắng: Tổng số giờ nắng là 1885 giờ.
Lượng bốc hơi bình quân 800 mm/năm.
Mưa: Lượng mưa bình quân: 1.299 mm/năm, số ngày mưa: 137 ngày.
Gió thịnh hành theo 2 hướng gió chính: gió mùa đông bắc từ tháng 10 đến tháng 2 năm sau; gió tây nam từ tháng 3 đến tháng 9. Từ tháng 3 đến tháng 4 còn chịu ảnh hưởng của gió Tây (nóng và khô). Một số khu vực của thành phố còn bị ảnh hưởng của sương muối từ tháng 12 đến tháng 1 năm sau.
| Dữ liệu khí hậu của Sơn La                                   | Dữ liệu khí hậu của Sơn La | Dữ liệu khí hậu của Sơn La | Dữ liệu khí hậu của Sơn La | Dữ liệu khí hậu của Sơn La | Dữ liệu khí hậu của Sơn La | Dữ liệu khí hậu của Sơn La | Dữ liệu khí hậu của Sơn La | Dữ liệu khí hậu của Sơn La | Dữ liệu khí hậu của Sơn La | Dữ liệu khí hậu của Sơn La | Dữ liệu khí hậu của Sơn La | Dữ liệu khí hậu của Sơn La | Dữ liệu khí hậu của Sơn La |
| Tháng                                                        | 1                          | 2                          | 3                          | 4                          | 5                          | 6                          | 7                          | 8                          | 9                          | 10                         | 11                         | 12                         | Năm                        |
| ------------------------------------------------------------ | -------------------------- | -------------------------- | -------------------------- | -------------------------- | -------------------------- | -------------------------- | -------------------------- | -------------------------- | -------------------------- | -------------------------- | -------------------------- | -------------------------- | -------------------------- |
| Cao kỉ lục °C (°F)                                           | 31.5 (88.7)                | 34.6 (94.3)                | 36.6 (97.9)                | 37.3 (99.1)                | 39.2 (102.6)               | 35.8 (96.4)                | 35.3 (95.5)                | 35.0 (95.0)                | 34.8 (94.6)                | 33.9 (93.0)                | 32.0 (89.6)                | 30.7 (87.3)                | 39.2 (102.6)               |
| Trung bình ngày tối đa °C (°F)                               | 21.1 (70.0)                | 23.1 (73.6)                | 27.0 (80.6)                | 29.7 (85.5)                | 30.5 (86.9)                | 29.9 (85.8)                | 29.6 (85.3)                | 29.5 (85.1)                | 29.0 (84.2)                | 27.0 (80.6)                | 24.1 (75.4)                | 21.6 (70.9)                | 26.8 (80.2)                |
| Trung bình ngày °C (°F)                                      | 14.9 (58.8)                | 16.6 (61.9)                | 20.2 (68.4)                | 23.2 (73.8)                | 24.8 (76.6)                | 25.1 (77.2)                | 25.1 (77.2)                | 24.7 (76.5)                | 23.7 (74.7)                | 21.5 (70.7)                | 18.2 (64.8)                | 15.3 (59.5)                | 21.1 (70.0)                |
| Tối thiểu trung bình ngày °C (°F)                            | 10.8 (51.4)                | 12.3 (54.1)                | 15.4 (59.7)                | 18.5 (65.3)                | 20.7 (69.3)                | 22.0 (71.6)                | 22.1 (71.8)                | 21.7 (71.1)                | 20.2 (68.4)                | 17.7 (63.9)                | 14.2 (57.6)                | 10.9 (51.6)                | 17.2 (63.0)                |
| Thấp kỉ lục °C (°F)                                          | −0.8 (30.6)                | 3.9 (39.0)                 | 4.8 (40.6)                 | 8.4 (47.1)                 | 13.7 (56.7)                | 15.2 (59.4)                | 17.2 (63.0)                | 17.9 (64.2)                | 13.4 (56.1)                | 7.2 (45.0)                 | 3.6 (38.5)                 | −0.2 (31.6)                | −0.8 (30.6)                |
| Lượng Giáng thủy trung bình mm (inches)                      | 18 (0.7)                   | 26 (1.0)                   | 48 (1.9)                   | 115 (4.5)                  | 187 (7.4)                  | 255 (10.0)                 | 265 (10.4)                 | 268 (10.6)                 | 136 (5.4)                  | 65 (2.6)                   | 35 (1.4)                   | 16 (0.6)                   | 1.433 (56.4)               |
| Số ngày giáng thủy trung bình                                | 4.8                        | 4.9                        | 6.1                        | 12.6                       | 17.1                       | 19.5                       | 21.5                       | 20.0                       | 13.6                       | 8.6                        | 4.6                        | 3.5                        | 137.0                      |
| Độ ẩm tương đối trung bình (%)                               | 78.6                       | 75.4                       | 72.2                       | 74.3                       | 77.8                       | 83.3                       | 85.1                       | 85.9                       | 84.2                       | 82.2                       | 80.6                       | 78.8                       | 79.9                       |
| Số giờ nắng trung bình tháng                                 | 146                        | 140                        | 173                        | 190                        | 203                        | 147                        | 149                        | 161                        | 179                        | 182                        | 158                        | 171                        | 2.000                      |
| Nguồn: Vietnam Institute for Building Science and Technology |                            |                            |                            |                            |                            |                            |                            |                            |                            |                            |                            |                            |                            |

## Hành chính
Thành phố Sơn La có 12 đơn vị hành chính cấp xã trực thuộc, gồm 7 phường: Chiềng An, Chiềng Cơi, Chiềng Lề, Chiềng Sinh, Quyết Tâm, Quyết Thắng, Tô Hiệu và 5 xã: Chiềng Cọ, Chiềng Đen, Chiềng Ngần, Chiềng Xôm, Hua La.

## Lịch sử
Thị xã Sơn La được thành lập ngày 26 tháng 10 năm 1961 theo Quyết định số 171-CP của Hội đồng Chính phủ trên cơ sở thị trấn Chiềng Lề, xã Chiềng Cơi, bản Hò Hẹo và bản Lầu của xã Chiềng An thuộc châu Mường La, khi đó trực thuộc khu tự trị Thái - Mèo.
Ngày 27 tháng 10 năm 1962, Quốc hội khóa II ban hành nghị quyết tái lập tỉnh Sơn La trực thuộc Khu tự trị Tây Bắc, thị xã Sơn La trở thành tỉnh lỵ tỉnh Sơn La.
Sau năm 1975, thị xã Sơn La có 2 phường: Chiềng Lề, Quyết Thắng và xã Chiềng Cơi.
Ngày 13 tháng 3 năm 1979, Hội đồng Chính phủ ban hành Quyết định 105-CP chuyển 7 xã: Chiềng An, Chiềng Xôm, Chiềng Đen, Chiềng Cọ, Chiềng Sinh, Chiềng Ngần và Hua La của huyện Mường La về thị xã Sơn La quản lý.
Ngày 16 tháng 5 năm 1998, Chính phủ ban hành Nghị định 31/1998/NĐ-CP. Theo đó:
- Thành lập phường Tô Hiệu trên cơ sở 179 ha diện tích tự nhiên và 7.060 nhân khẩu của phường Chiềng Lề
- Thành lập phường Quyết Tâm trên cơ sở 215 ha diện tích tự nhiên và 5.063 nhân khẩu của phường Quyết Thắng.[10]

Ngày 6 tháng 10 năm 2005, Bộ Xây dựng ban hành quyết định công nhận thị xã Sơn La là đô thị loại III.
Ngày 23 tháng 3 năm 2006, Chính phủ ban hành Nghị định 29/2006/NĐ-CP thành lập các phường Chiềng Sinh và Chiềng An trên cơ sở các xã có tên tương ứng.
Ngày 3 tháng 9 năm 2008, Chính phủ ban hành Nghị định 98/2008/NĐ-CP thành lập thành phố Sơn La trên cơ sở toàn bộ diện tích tự nhiên, dân số và các đơn vị hành chính trực thuộc của thị xã Sơn La.
Ngày 7 tháng 1 năm 2010, Chính phủ ban hành Nghị quyết 01/NQ-CP thành lập phường Chiềng Cơi trên cơ sở toàn bộ diện tích tự nhiên và dân số của xã Chiềng Cơi.
Ngày 26 tháng 4 năm 2019, Thủ tướng Chính phủ ban hành Quyết định 466/QĐ-TTg công nhận thành phố Sơn La là đô thị loại II trực thuộc tỉnh Sơn La.

## Di tích
Thành phố Sơn La có một di tích lịch sử đáng chú ý, đó là bia văn của hoàng đế Lê Thái Tông tại cửa động La. Tháng 5 năm 1440, trên đường trở về sau khi dẫn quân chinh phạt vùng Tây Bắc thắng lợi, Lê Thái Tông đã nghỉ tại động La và sáng tác bài thơ "Quế Lâm Ngự Chế" gồm 140 chữ Hán. Di tích này được phát hiện vào năm 1965; năm 1992 được công nhận là di tích văn hóa lịch sử quốc gia. Cách hang La khoảng 200 mét là đền Quế Lâm tự thờ vua Lê Thái Tông mới được xây dựng vào năm 2001. Ngoài ra cũng phải kể đến di tích lịch sử cách mạng nhà tù Sơn La.

## Kinh tế - xã hội
Thành phố Sơn La là trung tâm hành chính, kinh tế, văn hoá, thương mại, giáo dục, y tế của cả tỉnh, có hệ thống giao thông đường bộ khá thuận lợi tạo điều kiện cho thành phố trong việc giao lưu thông thương hàng hoá, trao đổi thông tin kỹ thuật, tiếp thu các thành tựu khoa học công nghệ tiên tiến và khả năng thu hút vốn đầu tư của các tổ chức, cá nhân trong và ngoài tỉnh.
Tại thành phố Sơn La có trường Đại học Tây Bắc, Bệnh viện Đa khoa Sơn La 550 giường, Vincom Center Plaza Sơn La và Khách sạn Mường Thanh Sơn La.
Hiện nay, thành phố Sơn La đang được đầu tư mạnh mẽ về cơ sở hạ tầng và các khu dân cư đầy đủ tiện ích đẳng cấp. Trong đó nổi bật nhất là khu đô thị Shining City Sơn La, Elite Hill Sơn La, TNR Grand Palace Sơn La, Picenza Riverside Sơn La.